# Canon PowerShot G1 X
G12 G1 X Mark II
Le PowerShot G1 X est un appareil photographique numérique compact fabriqué par Canon sorti en mars 2012. Il remplace dans la gamme le PowerShot G12.
Les images peuvent être enregistrées en mode JPEG ou RAW, et le G1 X permet la prise de vidéo en mode HD avec son stéréo.
Il utilise un processeur DIGIC 5.
Canon a reçu, pour ce boîtier, le prix TIPA (Technical Image Press Association) du meilleur compact expert en 2012.